# Henri Maresquelle
Pour les articles homonymes, voir Maresquelle.
Henri Maresquelle (né le 6 mars 1866 à Strasbourg et mort le 28 février 1943 à Nancy) est un espérantiste français.
Après le discours de Carlo Bourlet en 1903, il a fondé le groupe espérantiste de Nancy.